# Premis Cóndor de Plata 2024
La 72a edició dels Premis Cóndor de Plata correspon als guardons lliurats per l'Asociación de Cronistas Cinematográficos de la Argentina (ACCA)  a les millors produccions cinematogràfiques argentines estrenades entre l'1 de gener de 2023 i el 31 de desembre de 2024, mentre que les sèries de televisió es van tenir en compte aquelles estrenades entre el 15 de setembre de 2023 i el 31 de desembre de 2024. Els guanyadors van ser anunciats el 20 de febrer de 2025 a través de les xarxes socials, la qual cosa la va convertir en la primera edició que no va ser duta a terme mitjançant una cerimònia presencial.
Les nominacions van ser anunciades el 20 de gener de 2025. La pel·lícula que més nominacions va rebre va ser El jockey amb 15 candidatures i pel costat de les sèries, Cromañón va rebre 22 nominacions. l lliurament de les estatuetes als guanyadors es realitzarà el 10 de març al Parque de la Innovación.
L'associació a l'agost de 2024 va publicar un comunicat, on va anunciar que les produccions estrenades entre 2023 i 2024 serien premiades en una sola edició a causa de la crisi de la indústria audiovisual.

## Produccions amb múltiples nominacions
| Pel·lícula                               | Nominacions | Premis |
| ---------------------------------------- | ----------- | ------ |
| El jockey                                | 15          | 7      |
| Cuando acecha la maldad                  | 13          | 2      |
| Trenque Lauquen                          | 11          | 2      |
| Blondi                                   | 9           | 4      |
| Puan                                     | 9           | 3      |
| El hombre que amaba los platos voladores | 7           | 0      |
| El viento que arrasa                     | 6           | 2      |
| Simón de la montaña                      | 6           | 1      |
| Alemania                                 | 5           | 1      |
| El rapto                                 | 5           | 0      |
| Algo viejo, algo nuevo, algo prestado    | 4           | 0      |
| El escuerzo                              | 3           | 0      |
| Elena sabe                               | 3           | 0      |
| La uruguaya                              | 3           | 0      |
| Los delincuentes                         | 3           | 0      |
| Vera y el placer de los otros            | 3           | 0      |
| Cambio cambio                            | 2           | 0      |
| El aroma del pasto recién cortado        | 2           | 0      |
| El juicio                                | 2           | 2      |
| El método Tangalanga                     | 2           | 0      |
| Los domingos mueren más personas         | 2           | 1      |
| Los tonos mayores                        | 2           | 0      |

## Categories
Indica el guanyador dins de cada categoria, mostrat al principi i ressaltat en negretes.

### Cinema
| Millor pel·lícula | Millor direcció |
| --- | --- |
| - El jockey - Algo viejo, algo nuevo, algo prestado - Blondi - Cuando acecha la maldad - Puan - Trenque Lauquen | - Luis Ortega – El jockey - Benjamín Naishtat i María Alché – Puan - Demián Rugna – Cuando acecha la maldad - Dolores Fonzi – Blondi - Hernán Rosselli – Algo viejo, algo nuevo, algo prestado - Laura Citarella – Trenque Lauquen |
| Millor documental | Millor opera prima |
| - El juicio - Después de un buen día - Imprenteros - Mixtape La Pampa - Partió de mí un barco llevándome - Traslados | - Blondi - Alemania - Crónicas de una Santa Errante - El escuerzo - Los tonos mayores - Vera y el placer de los otros |
| Millor pel·lícula en Coproducció amb Argentina | Millor curtmetratge |
| - Los colonos - 1976 - El llanto - El otro hijo - Empieza el baile - La estrella azul | - Un movimiento extraño - Carga animal - Como ser Pehuén Pedre - El affaire Miu Miu - Ensayo para la memoria - Un corazón más contundente |
| Millor actriu | Millor actor |
| - Laura Paredes – Trenque Lauquen - Camila Peralta – Cambio cambio / Clara se pierde en el bosque - Dolores Fonzi – Blondi - Mercedes Morán – Elena sabe - Úrsula Corberó – El jockey - Valeria Bertuccelli – Culpa cero | - Marcelo Subiotto – Puan - Nahuel Pérez Biscayart – El jockey - Joaquín Furriel – El aroma del pasto recién cortado - Leonardo Sbaraglia – El hombre que amaba los platos voladores - Lorenzo Ferro – Simón de la montaña - Rodrigo de la Serna – El rapto |
| Millor actriu de repartiment | Millor actor de repartiment |
| - Rita Cortese – Blondi / Los domingos mueren más personas - Alejandra Flechner – Puan - Érica Rivas – Elena sabe - Inés Estévez – Vera y el placer de los otros - Miranda de la Serna – Alemania - Verónica Llinás – Trenque Lauquen | - Leonardo Sbaraglia – Puan - Daniel Fanego – El jockey - Luis Ziembrowski – Cuando acecha la maldad - Pehuén Pedre – Simón de la montaña - Rafael Spregelburd – Trenque Lauquen - Roberto Carnaghi – El jockey |
| Revelació femenina | Revelació masculina |
| - Almudena González – El viento que arrasa - Camila Peralta – Cambio cambio - Juliana Gattas – Los domingos mueren más personas - Luciana Grasso – Vera y el placer de los otros - Maite Aguilar – Alemania - Maribel Felpeto – Algo viejo, algo nuevo, algo prestado - Sofía Clausen – Los tonos mayores | - Toto Rovito – Blondi - Ezequiel Pierri – Trenque Lauquen - Joaquín Acebo – El viento que arrasa - Marcelo Michinaux – Cuando acecha la maldad - Martín Shanly – Arturo a los 30 - Pehuén Pedre – Simón de la montaña |
| Millor guió original | Millor guió adaptat |
| - Trenque Lauquen – Laura Citarella y Laura Paredes - Blondi – Dolores Fonzi i Laura Paredes - Cuando acecha la maldad – Demián Rugna - El jockey – Fabián Casas, Luis Ortega i Rodolfo Palacios - Los delincuentes – Rodrigo Moreno - Puan – Benjamín Naishtat i María Alché | - El viento que arrasa – Leonel D'Agostino y Paula Hernández basat en la novel·la homònima de Selva Almada - El rapto – Andrea Garrote i Daniela Goggi basat en El salto de papá de Martín Sivak - Elena sabe – Anahí Berneri i Gabriela Larralde basat en la novel·la homònima de Claudia Piñeiro - La uruguaya – Christian Basilis, Josefina Licitra i Pedro Mairal basat en la novela homónima de Pedro Mairal |
| Millor fotografia | Millor muntatge |
| - El jockey – Timo Salminen - Cuando acecha la maldad – Mariano Suárez - El viento que arrasa – Iván Gierasinchuk - Los delincuentes – Alejo Maglio i Inés Duacastella - Simón de la montaña – Marcos Hastrup - Trenque Lauquen – Agustín Mendilaharzu, Inés Duacastella i Yarara Rodríguez | - El juicio – Alberto Ponce - Algo viejo, algo nuevo, algo prestado – Federico Rotstein, Hernán Rosselli i Jimena García Molt - Cuando acecha la maldad – Lionel Cornistein - El jockey – Rosario Suárez i Yibran Asuad - Muchachos, la pel·lícula de la gente – Inti Nieto, Luz López Mañe i Santiago Parysow - Trenque Lauquen – Alejo Moguillansky i Miguel de Zuviría                                         |
| Millor direcció d’art | Millor disseny de vestuari |
| - El jockey – Germán Naglieri i Julia Freid - Cuando acecha la maldad – Laura Agueberrehere - El hombre que amaba los platos voladores – Marcelo Chaves - El método Tangalanga – Ana Cambre i Agustín Ravotti - Puan – Julieta Dolinsky - Trenque Lauquen – Laura Caligiuri | - El jockey – Beatriz Di Benedetto - Bill 79 – Julieta López Acosta - Cuando acecha la maldad i El rapto – Pheonia Veloz - El escuerzo – Mariana Asís i Yanina Pastor - El hombre que amaba los platos voladores – Pheonia Veloz i Valentina Bari - El método Tangalanga – Julián Rugolo |
| Millor música original | Millor direcció de càsting |
| - El jockey – Sune Rose Wagner - Blondi – Pedro Osuna - Cuando acecha la maldad – Pablo Fuu - El hombre que amaba los platos voladores – José Villalobos - La uruguaya – Mocchi - Puan – Santiago Dolan | - Alemania, Blondi i Puan – Katia Szechtman i Mariana Mitre - El aroma del pasto recién cortado i El viento que arrasa – María Laura Berch - El hombre que amaba los platos voladores – Verónica Souto - El jockey – Fabiana Uría i Julián Calviño - Simón de la montaña – Alexia Salguero |
| Millor maquillatge i caracterització | Millor so |
| - Cuando acecha la maldad – Elizabet Gora i Micaela Soledad Pimentel Lértora - El jockey – Ángela Garacija i Malvina Mariani - El rapto – Jorge Palacios i Paz Albo | - Cuando acecha la maldad – Pablo Isola - El escuerzo – Patricio Tosco - El hombre que amaba los platos voladores i El rapto – Leandro de Loredo - El jockey – Claus Lynge, Guido Berenblum y Javier Umpiérrez - El viento que arrasa – Catriel Vildosola - Los delincuentes – Roberto Espinosa - Trenque Lauquen – Marcos Canosa                                                                                 |
| Millor cançó original | |
| - «Si no es con vos» de Campamento con mamá (lletra d'Ale Sergi i Natalia Oreiro) - «Cuando acecha la maldad» de Cuando acecha la maldad (lletra de Miguel Roldán) - «La vidita» de La uruguaya (lletra de Pedro Mairal) - «Lo que perdí» de Cromañón (lletra de Santiago C. Motorizado) - «Respirar» de Cromañón (lletra de Gabriel Pedernera) - «Waitin For» d' Alemania (lletra de Javier Bayon, Luc Suarez i Sergio de la Puente) | |

### Sèries
| Millor minisèrie o unitari | Millor sèrie dramàtica |
| --- | --- |
| - Cromañón (Prime Video) - Coppola, el representante (Star+) - Cris Miró (Ella) (TNT / Flow) | - Envidiosa (Netflix) - Iosi, el espía arrepentido (Prime Video) - Porno y helado (Prime Video) |
| Millor sèrie documental | Millor sèrie curta |
| - Argentina '78 (Disney+) - Ángel Di María, romper la pared (Netflix) - Menem Junior, la muerte del hijo del presidente (Max) | - Mejor quemarse (UN3TV) - Un futuro sin vos (Blender) - Un paseo ultradeformer (UN3TV) |
| Millor actriu protagonista en drama | Millor actor protagonista en drama |
| - Griselda Siciliani – Envidiosa - Mina Serrano – Cris Miró (Ella) - Natalia Oreiro – Iosi, el espía arrepentido - Olivia Nuss – Cromañón | - Juan Minujín – Coppola, el representante - Guillermo Francella – El encargado - Martín Piroyansky – Porno y helado - Toto Rovito – Cromañón |
| Millor actriu de repartiment en drama | Millor actor de repartiment en drama |
| - Lorena Vega – Envidiosa - Katja Alemann – Cris Miró (Ella) - Pilar Gamboa – Envidiosa - Soledad Villamil – Cromañón | - Luis Machín – Cromañón - Alejandro Awada – Iosi, el espía arrepentido - Esteban Lamothe – Envidiosa - Gabriel Goity – El encargado |
| Revelació femenina | Revelació masculina |
| - Mina Serrano – Cris Miró (Ella) - Majo Cabrera – Nada - Olivia Molinaro Eijo – Cromañón - Olivia Nuss – Cromañón | - Alan Madanes – Cromañón - Eloy Rossen – Cromañón - Kevsho – Cromañón - Valentín Wein – Cromañón |
| Millor guió original | Millor guió adaptat |
| - Envidiosa – Carolina Aguirre - Cromañón – Josefina Licitra, Martín Vatenberg i Pablo Plotkin - Porno y helado – Martín Piroyansky i Martina López Robol                                                                                          | - Argentina '78 – Lucas Bucci i Tomás Sposato; basat en 78, una historia oral del mundial de Matías Bauso - Coppola, el representante – Emanuel Diez, Mariano Cohn i Gastón Duprat; basat en la biografia de Guillermo Coppola - Cris Miró (Ella) – Lucas Bianchini i Martín Vatenberg; basat en Hembra: Cris Miró, vivir y morir en un país de machos de Carlos Sanzol |
| Millor direcció de fotografia | Millor muntatge |
| - Coppola, el representante – Federico Cantini i Sebastián Cantillo - Cromañón – Christian Cottet i Rodrigo Pulpeiro - Bellas artes – Kiko de la Rica - Cris Miró (Ella) – Santiago Guzmán                                                         | - Cromañón – Andrea Kleinman, César Custodio, Inti Nieto i Santiago Parysow - Argentina '78 – Santiago Perfetto - Cris Miró (Ella) – José Manuel Streger i Paola Amor - Iosi, el espía arrepentido – Alejandro Parysow i Santiago Parysow |
| Millor direcció d’art | Millor disseny de vestuari |
| - Coppola, el representante – Natalia Mendiburu - Bellas artes – Alain Bainée i Laura Martínez - Cris Miró (Ella) – Micaela Saiegh - Iosi, el espía arrepentido – Ana Giovanoni i Marcelo Salvioli                                                 | - Cris Miró (Ella) – Paula Bianchini - Coppola, el representante - Julián Rúgolo - Cromañón – Carolina Duré - Iosi, el espía arrepentido – Carolina Duré i Roberta Pesce |
| Millor música original | Millor direcció de càsting |
| - Cromañón – Gabriel Pedernera, Hernán Segret i Evlay - Coppola, el representante – Sergei Grosny - Envidiosa – Juan Blas Caballero - Porno y helado – Diego Rodríguez i Martín Bosa                                                               | - Coppola, el representante – María Laura Berch i Tati Rojas - Cris Miró (Ella) – Valeria Grossi - Cromañón – Gustavo Chantada i Tati Rojas - Envidiosa – Soledad Correa |
| Millor maquillatge i perruqueria | Millor disseny de so |
| - Coppola, el representante – Loli Giménez i Marcos Cáceres - Cris Miró (Ella) – Dino Balanzino - Cromañón – Luciana Díaz - Iosi, el espía arrepentido – Alberto Moccia                                                                            | - Cromañón – Leandro de Loredo - Argentina '78 / Envidiosa – José E. Caldararo - Cris Miró (Ella) – Tomás Frontoth - Iosi, el espía arrepentido – Jesica Suárez |
| Millor direcció | |
| - Iosi, el espía arrepentido – Daniel Burman, Martín Hodara i Sebastián Borensztein - Argentina '78 – Lucas Bucci i Tomás Sposato - Cromañón – Fabiana Tiscornia i Marialy Rivas - Envidiosa – Gabriel Medina - Porno y helado – Martín Piroyansky | |